# Беликов, Яков Петрович
Яков Петрович Беликов (род. Курская губерния, Российская империя) — советский политический, партийный и хозяйственный деятель. Председатель Центральный совет народного хозяйства (ЦСНХ) Казахской АССР. Нарком легкой промышленности Казахской АССР

## Биография
Яков Петрович Беликов родился в Курской губернии в семье рабочего. По национальности — русский. Образование получил в двухклассной школе в селе Новоспасск Курской губернии. Когда он родился и умер неизвестно.
В 1909—1916 годы Беликов сменил несколько профессий: работал переписчиком в волостном суде, плотником, кладовщиком, а также помогал родителям в хозяйстве. Места его работы включали города, такие как Харьков, Енакиево и села Дружковка, Горяново, Петровка, Ивановка и Бобровка в Курской губернии.
В 1916—1917 годах Беликов проходил службу в царской армии.
После Октябрьской революции Беликов активно включился в партийную и административную деятельность:
1917—1919 годы — председатель волостного комитета РКП(б) и заместитель заведующего земельным отделом ревкома в селе Горяново; председатель уездного комитета РКП(б), председатель комитета бедноты и комиссар уездного исполкома в селе Фаташ Курской губернии.
1919—1921 годы — заместитель комиссара продовольствия в селе Урюпинское Донской области и в городах Барнаул и Тамбов.
1921—1924 годы — комиссар продовольствия в Житомире, Киеве и Чернигове.
1924—1925 годы — заведующий губернским финансовым отделом в Чернигове.
1925-1926 годы - председатель Исполнительного комитета Нежинского окружного Совета .
1926-1927 годы - председатель Исполнительного комитета Луганского окружного Совета .
1927—1928 годы —управляющий Всеукраинской конторой Промбанка СССР в Харькове.
С 1928 года Беликов работал уполномоченным Казкрайкома ВКП(б) и Совнаркома Казахской АССР по Семипалатинскому и Павлодарскому округам.
С июня 1929 по март 1931 года занимал должность заместителя наркома рабоче-крестьянской инспекции Казахской АССР.
С марта 1931 по январь 1932 года был председателем Центрального совета народного хозяйства (ЦСНХ) Казахской АССР.
После ликвидации ЦСНХ 27 января 1932 года на основании постановления ЦИКа и Совнаркома КАССР с передачей функций и подведомственных учреждений Наркомату легкой промышленности КАССР, с января по июнь 1932 года нарком лёгкой промышленности Казахской АССР.
В 1932—1933 годах работал уполномоченным Наркомата тяжёлой промышленности СССР по Казахстану.
В 1933—1934 годах занимал должность начальника отдела капитального строительства военно-химического треста Наркомата тяжёлой промышленности СССР в Москве.
В 1934—1936 годах был членом Верховного суда РСФСР.
В 1936—1938 годах возглавлял административно-финансовый отдел Наркомата юстиции РСФСР.
В 1938—1942 годах работал адвокатом в юридической консультации №2 города Москвы, был членом Московской коллегии защитников.
Во время Великой Отечественной войны Беликов занимал должность директора льнозавода в деревне Киряково Новосибирской области (1942—1943). После войны продолжил работать в различных хозяйственных структурах:
1943—1949 годы — заведующий районным земельным отделом, заведующий районной плановой комиссией, преподаватель школы счетоводов в городе Болотное Новосибирской области.
1949—1952 годы — заведующий районной плановой комиссией, начальник отдела капитального строительства аптекоуправления, директор конторы «Заготзерно», экономист обкома Союза работников лесной промышленности в городе Ворошиловград.
С мая 1952 года Яков Петрович Беликов вышел на пенсию.